# 晁兔台吉
晁兔台吉（?—?），孛儿只斤氏，明末漠南蒙古土默特部领主，第三代顺义王撦力克长子。
晁兔台吉驻牧于山西偏关委兀儿趁一带，离明朝边境七百余里。万历十五年（1587年），被明神宗封为龙虎将军。他在撦力克之前去世，所以他没有继承顺义王之位，他的长子卜失兔在万历四十一年（1613年）袭封撦力克的王位，成为第四代顺义王。另有儿子把都漫黄台吉和他儿泯台吉。